# Alnus heterodonta
Alnus heterodonta — вимерлий вид вільхи з ранньоолігоценової флори Брідж-Крік Центрального Орегону